# Kolja Blacher
Kolja Blacher (n. Berlín en 1963) es un violinista alemán.

## Vida y carrera
A la edad de 15 años, Blacher ganó el concurso nacional de Jugend musiziert, posteriormente estudió con Dorothy DeLay en la Escuela Juilliard, en Nueva York. Luego estudió con Sandor Végh.
A continuación, comenzó una exitosa carrera como solista. De 1993 a 1999 fue el primer concertino de la Filarmónica de Berlín con Claudio Abbado. En 1999 fue nombrado profesor de violín en la Universidad de Música y Teatro de Hamburgo. En 2009 se trasladó a la misma posición en la Academia de Música "Hanns Eisler" de Berlín.

## Familia
Kolja es el hijo del compositor Boris Blacher y de la pianista Gerty Blacher-Herzog. Su hermana, Tatjana Blacher, es una actriz.
- Datos: Q1294623